# غيسورن
غيسورن (بالإنجليزية: Geisshorn)‏ هو أحد جبال سلسلة جبال الألب البرنية وجزء من القمة الأم ألتسشورن يقع في كانتون فاليز، سويسرا. يبلغ ارتفاع الجبل حوالي 3740 متر، بينما يبلغ ارتفاع نتوء الجبل 157 متر.